# Метод стаціонарної фази
Метод стаціонарної фази  (наближення стаціонарної фази) — основний методом асимптотичного аналізу у математиці та математичній фізиці, що застосовується до  інтегралів, підінтегральна функція яких осицилює, тобто інтегралів на кшталт:
{\displaystyle I(k)=\int g(x)e^{ikf(x)}\,dx}
що беруться по n-вимірному просторі Rn де i —  уявна одиниця. Тут f і g — дійснозначні гладкі функції. Роль g — забезпечення збіжності; тобто , g — функція критерію. Велике дійсне число k розглядається в границі  k → ∞.

## Основи
Основна ідея методу стаціонарної фази полягає в скорочуванні синусоїд з у швидкозмінною фазою. Якщо багато синусоїд мають однакові фази, то вони додаються, підсилюючи одна одну. Якщо, проте, ці ж синусоїди мають фази, які швидко змінюються частотою, вони будуть додаватись, погашуючи одна одну.

## Приклад
Розглянемо функцію 
{\displaystyle f(x,t)={\frac {1}{2\pi }}\int _{\mathbb {R} }F(\omega )e^{i(kx-\omega t)}d\omega }
Фазовий доданок в цій функції, {\displaystyle \phi =kx-\omega t} є  "стаціонарним" коли 
{\displaystyle {\frac {d}{d\omega }}\left(k\left(\omega \right)x-\omega t\right)\approx 0}
або еквівалентно,
{\displaystyle {\frac {d\omega }{dk}}\approx {\frac {x}{t}}}
Розв'язок цього рівняння дає домінуючу частоту {\displaystyle \omega _{dom}(x,t)} для даних {\displaystyle x} і {\displaystyle t}. Якщо ми розкладемо {\displaystyle \phi } в ряд Тейлора поблизу {\displaystyle \omega _{dom}} і знехтуємо доданками порядку вищого ніж {\displaystyle (\omega -\omega _{dom})^{2}}, то
{\displaystyle \phi \sim k(\omega _{dom})x-\omega _{dom}t+{\frac {x}{2}}{\frac {d^{2}k}{d\omega ^{2}}}(\omega -\omega _{dom})^{2}}
Коли {\displaystyle x} велике, навіть мала різниця {\displaystyle \omega -\omega _{dom}} згенерує швидку осциляцію в інтегралі, приводячи до скорочення. Таким чином, ми можемо розширити границі інтегрування поза границі розкладу в ряд Тейлора. Якщо ми подвоїмо вклад дійсної частини з додатних частот перетворення щоб врахувати від'ємні частоти: 
{\displaystyle f(x,t)={\frac {1}{2\pi }}2{\mbox{Re}}\left\{\exp \left[i\left[k(\omega _{dom})x-\omega _{dom}t\right]\right]\left|F(\omega _{dom})\right|\int _{\mathbb {R} }\exp \left[i{\frac {x}{2}}{\frac {d^{2}k}{d\omega ^{2}}}(\omega -\omega _{dom})^{2}\right]d\omega \right\}}
Проінтегрувавши, маємо
{\displaystyle f(x,t)\sim {\frac {\left|F(\omega _{dom})\right|}{\pi }}{\sqrt {\frac {2\pi }{x\left|{\frac {d^{2}k}{d\omega ^{2}}}\right|}}}\cos \left[k(\omega _{dom})x-\omega _{dom}t\pm {\frac {\pi }{4}}\right]}